# 英國跳棋
英國跳棋（English Checkers），或稱英美跳棋，是流行於英國、美國地區的跳棋類遊戲。

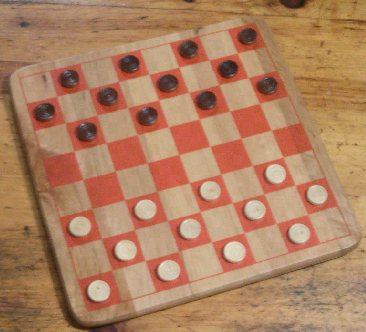
英國跳棋

## 棋具
- 棋盤為8*8的西洋棋棋盤。

- 以兩色扁圓狀的棋子區分敵我，兩面標示不同，正面稱作為兵，反面稱為王，每方各十二枚。

## 規則
- 兵皆放在離己方最近的三橫行的深色棋格。

- 升變：當回合結束兵停在敵方底行時，將其翻面改稱為王，其後回合的移動改用王的方式。

- 每回合玩家可能有二種行動，以跳吃為優先：
  - 跳吃：若條件符合，必須連跳吃。跳過敵棋完後，才把該些敵棋移出棋盤。
    - 兵跳過一枚前斜鄰格的敵棋，落到後者的第一個空格。
    - 跳吃只能吃一個，且吃與被吃者之間不能有空格。
    - 王跳過一枚斜鄰格的敵棋，落在後者的第一個空格。

  - 無法跳吃時，移動一枚己棋到空格。
    - 兵僅能朝前斜鄰移動一格。
    - 王能斜鄰移動一格。

- 消滅所有敵棋或是讓敵棋無法移動者勝。[1]

## 外部連結
- 英國跳棋協會
- 遊戲下載 （页面存档备份，存于）